# Такер, Бенджамин
Бенджамин Рикетсон Такер (англ. Benjamin Ricketson Tucker, встречается написание Бенджамен Таккер, Бенджамин Тукер; 17 апреля 1854, Саут-Дартмут, Массачусетс — 22 июня 1939, Монако) — крупнейший идеолог индивидуалистического анархизма в США XIX века. Один из ранних защитников прав женщин и веротерпимости. Последователь Прудона, в течение жизни частично менял доктрину под влиянием других социальных мыслителей, оставаясь авторитетным идеологом анархизма и критиком отклонений от анархизма сподвижников. Редактор и издатель анархического журнала Liberty. Наиболее известная книга носит название «Вместо книги».

## Рождение и юность
Бенджамин Рикетсон Такер родился 17 апреля 1854 года в Южном Дартмуте, вблизи города Нью-Бедфорд, который находится в штате Массачу́сетс. Его родители были интеллигентными и обеспеченными людьми, которые исповедовали радикальное унитарианство. Отец был демократом джефферсоновского толка, а дед по материнской линии являлся сторонником Томаса Пэйна.
В возрасте четырнадцати лет Такер начал проявлять интерес к общественным проблемам, а в шестнадцать лет он поступил в Бостонский технологический институт, в котором проучился три года. В этот период он стал сторонником восьмичасового рабочего дня и избирательных прав женщин.
В 1872 году Такер принял участие в президентской избирательной кампании, агитируя за список Грили и Брауна. Он основал в Нью-Бедфорде клуб имени Грили Брауна, состоявший из пожилых людей, но этот клуб был высмеян местными газетами из-за того, что был основан несовершеннолетним. Ещё до окончания выборов, находясь на упомянутом ниже рабочем съезде, Такер ясно понял всю грязь и нецелесообразность политики, и больше никогда не принимал участие в президентских выборах.
В том же 1872 году на съезде Ново-Английской Лиги рабочих реформ, который прошёл в Бостоне, восемнадцатилетний Такер встретился с Джосайей Уорреном и полковником Вильямом Грином. Благодаря Грину он познакомился с книгой французского философа и экономиста Пьера-Жозефа Прудона «Что такое собственность?». Такера очень огорчил тот факт, что эта книга не переведена на английский язык, а потому недоступна для большинства простых американцев. Перевод Прудона был трудной задачей, но Бенджамин Такер достойно справился с ней, и в 1876 году книга «Что такое собственность?» появилась в блестящем английском переводе.
В 1874 году Такер отправился в своё первое европейское путешествие, которое продлилось полгода. Во время этого путешествия он посетил Англию, Францию и Италию.

## Поздняя жизнь и деятельность
В 1906 году Бенджамин Такер открыл книжный магазин в Нью-Йорке, в котором хранилось печатное оборудование и тридцатилетний запас книг и брошюр. Но в 1908 году в магазине произошел пожар, который уничтожил это не застрахованное помещение и хранившуюся в нём литературу. В это время возлюбленная Такера, Перл Джонсон, которая была моложе его на двадцать пять лет, была беременна от него. Попав в нелёгкое финансовое положение,Такер иммигрировал со своей семьей во Францию. Летом 1908 года они арендовали дом в парижском пригороде Le Vésinet, в котором прожили шесть лет. 
Во время Первой Мировой войны Такер занял антинемецкую позицию, так как страстно ненавидел немецкий милитаризм и реакцию.

## Идейное наследие
Такер описывал свою идеологию как «Анархический социализм». 
Такер говорил: «Я всегда считал себя членом великой семьи социалистов и не желаю, чтобы меня исключали из неё своими определениями генерал Уокер, мистер Пентекост или другой кто, просто потому, что я не последователь Карла Маркса».
В отличие от марксистов, Такер выступал за частный контроль над средствами производства и против общественного контроля над ними.
В оригинальной английской статье, как и в русском её переводе, речь однако, идет только о "средствах труда, труде и его продукте", а не о средствах производства (как это утверждается выше). Что исключает частное владение предметами труда.
Ранний Такер придерживался философии «естественного права», по которой каждый человек имеет неотчуждаемое право контроля над плодами своего труда и на невмешательство со стороны. В дальнейшем, под влиянием Макса Штирнера, он перешёл на позицию «эгоизма», утверждая, что в обществе главенствует «право силы», преодолеваемое только созданием договорных отношений. Утверждение что в 1960 — 1970 годах его поздние идеи, связанные с заменой государства на частные институты, в том числе государства как гаранта безопасности, были восприняты движением т. н. анархо-капитализма - лишь подтверждает следующий тезис: "В результате натиска капитализма свободного рынка вместе с критикой анархистами «анархо»-капитализма, некоторые «анархо»-капиталисты пытаются переименовать свою идеологию в «рыночный анархизм». С их точки зрения это дает два преимущества. Во-первых, это позволяет им собрать людей, подобных Спунеру и Такеру (и, иногда, даже Прудона) в их фамильное дерево, так как все они поддерживали рынки (в то же время систематически атакуя капитализм)."
Такер последовательно выступал против коммунизма, указывая, что даже освобождённое от государства коммунистическое общество неизбежно будет ограничивать свободу личности.

## Журналист и переводчик
Бенджамин Такер оказал влияние на политическую философию англоязычного мира как редактор, издатель и переводчик едва ли не более, чем собственной писательской деятельностью.
Своей главной гордостью он называл то, что первым перевёл на английский язык книги «Что такое собственность» Прудона и «Единственный и собственность» Макса Штирнера. Также Такер перевел на английский язык книгу Пьера Жозефа Прудона «Философия нищеты» и работу Михаила Бакунина «Бог и государство».
В августе 1881 года Такер основал анархо-индивидуалистический журнал «Liberty», который выходил до апреля 1908 года. В этом журнале впервые увидели свет, наряду с его собственными, первая в США статья Дж. Б. Шоу и первые в США переводы Ницше, а также статьи американских деятелей анархизма С. П. Эндрюса, Дж. К. Инголлса, Л. Спунера, О. Герберта, В. Ярроса, Лиллиан Харман (дочери и последовательницы раннего защитника прав женщин и свободной любви Моисея Хармана). Среди переводов, опубликованных в «Либерти», были также произведения Виктора Гюго, Бакунина, Чернышевского и Толстого.

С помощью журнала «Либерти» Бенджамин Такер выделял и интегрировал теории таких европейских философов, как Прудон и Герберт Спенсер, с экономической и юридической мыслью американских анархистов (У. Б. Грин, Л. Спунер, Дж. Уоррен). С помощью него же он боролся с законодательными установками, основанными на церковных ценностях и запрещающими поведение, не затрагивающее права и свободы третьих лиц — в качестве антитезы публикуя статьи последователей движений «свободной мысли» и «свободной любви». Эти разнообразные влияния стали основой для философского, или индивидуального анархизма Такера, который в современности иногда называют индивидуализмом, тогда как сам Такер предпочитал название «анархический социализм»: 
Самый совершенный социализм возможен только на условии самого совершенного индивидуализма.
Также на страницах своего журнала Такер вёл ожесточенную полемику с американскими анархо-коммунистами, наиболее известным из которых был теоретик «пропаганды действием» Иоганн Йозеф Мост.

### Публикации на русском языке
- Такер Б. Вместо книги: Написано человеком, слишком занятым, чтобы писать книгу. М.: Изд. А. П. Поплавского, 1908. (Для этого издания Такер написал предисловие, в котором указывал на то, что Россия представляет собой плодородную почву для анархистских идей[9])
- Такер Б. Отношение государства к личности // Сборник статей анархистов-индивидуалистов. Вып. 2.М.: Индивид, 1907. с. 23-39; Там же: Такер Б. Государственный социализм и анархизм. с. 55-84;
- Такер Б. Социализм: Коммунизм: Методы. М.: Индивид, 1907;
- Такер Б. Что такое социализм / Индивидуалист. М.:Индивид, 1907. с. 19-24; Там же: Тэкер В. Метод анархии. с. 205—208;
- Такер Б. Государственный социализм и анархизм / Анархизм. Сборник. СПб.: Слово, 1906.
- Такер Б. Свобода, равная для всех. Сост. А. Майшев. СПб, «Ан-пресс», 1997

### Интернет-публикации

#### на английском языке
- Instead of a Book, by a Man Too Busy to Write One (1893, 1897)
- Travelling in Liberty: a complete online archive of Tucker’s journal Liberty (1881—1908)
- Several works by Tucker at Anarchy Archives
- State Socialism and Anarchism. How far they agree and wherein they differ (1886)
- Liberty and Taxation From the magazine Liberty 1881—1908

#### на русском языке
- Свобода, равная для всех
- Вместо книги англ. Instead of a Book, by a Man Too Busy to Write One, сост. А. Майшев, по рус. изд. 1908 г.
- Почему я анархист